# 贠恩凤
贠恩凤（1940年1月—），陕西西安人，中国女高音歌唱家，一级演员，中国音乐家协会理事。主要作品有《南泥湾》、《山丹丹开花红艳艳》、《蓝花花》、《三十里铺》等。